# Sacrifici d'animals

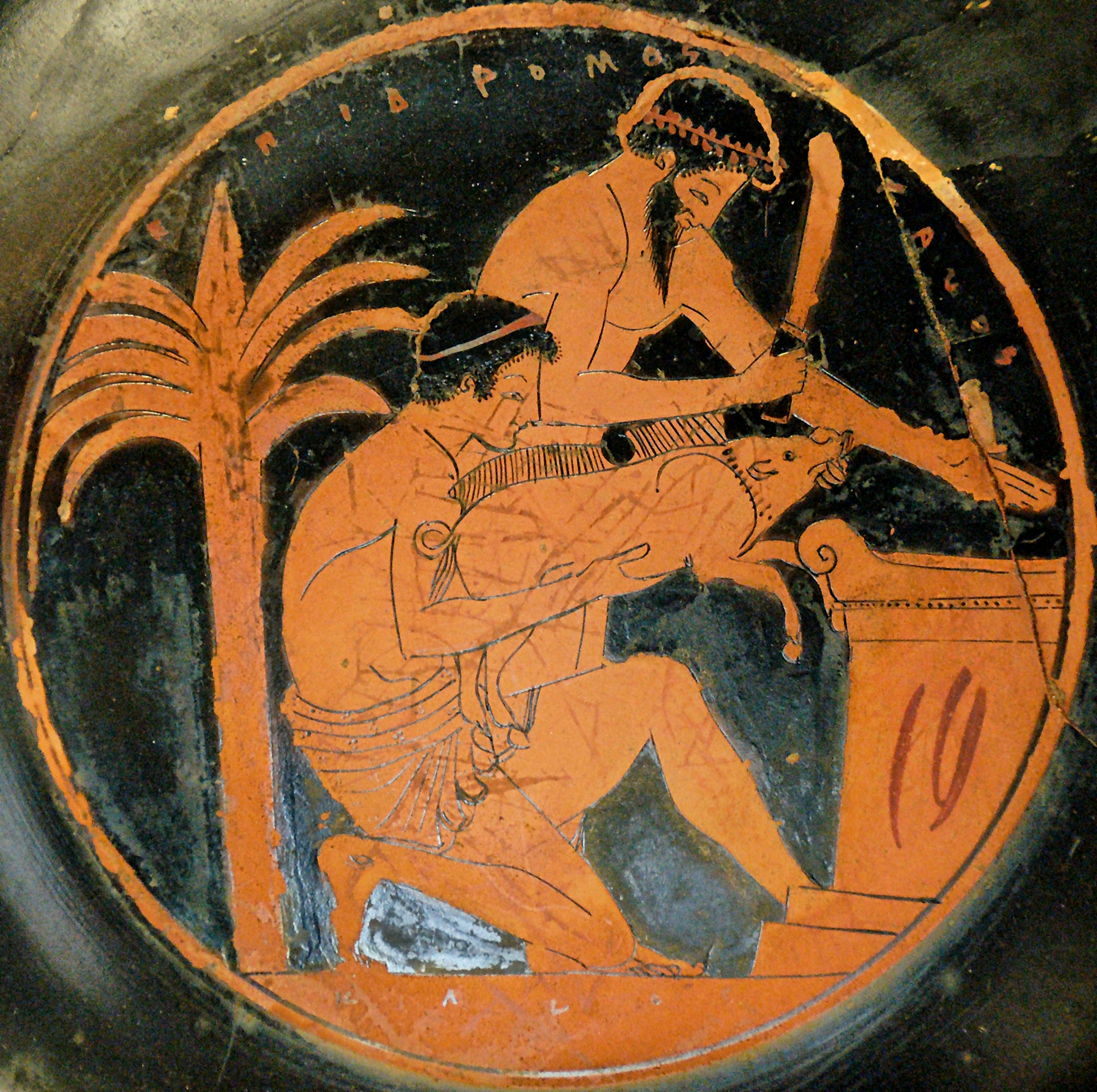
Sacrifici d'un porc a la Grècia antiga (tondo d'una copa ceràmica vermella Àtica, 510–500 BC, pel pintor Epidromos, col·lecció del Louvre)

El sacrifici animal és la mort ritual, com ofrena d'un animal que, normalment forma part d'un ritual religiós, o serveix per apaivagar o mantenir el favor d'una deïtat. En general, el sacrifici animal, s'hauria de distingir dels mètodes prescrits religiosament a les matances rituals d'animals per al consum normal com a aliment.
Els sacrificis animals eren comuns pertot arreu Europa i el Pròxim Orient fins l'Antiguitat Tardana, i van continuar en algunes cultures o religions d'avui dia. En canvi, el sacrifici humà, quan va existir, sempre va ser molt més rar.

Es podia oferir tota o només una part d'un animal en sacrifici. Algunes cultures, com els grecs antics i moderns, mengen la major part de les parts comestibles del sacrifici en una festa, i cremen la resta com una ofrena. Altres, inclosos els hebreus, cremaven tot l'animal sencer, en una ofrena que van nomenar holocaust.

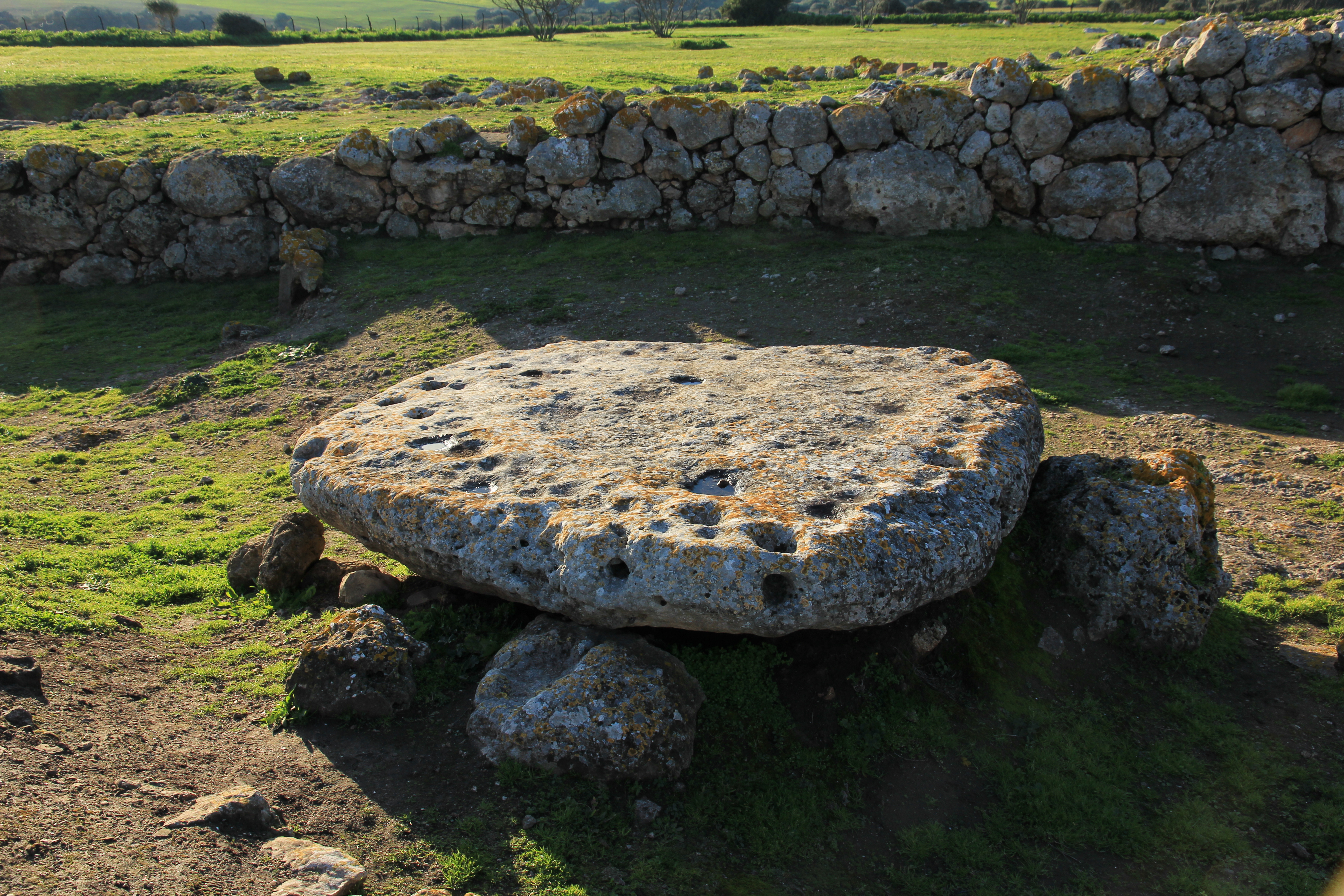
Un dels altars al Mont d'Accoddi a Sardenya, on es pot haver donat sacrifici animal.

Durant la Revolució neolítica, els primers éssers humans van començar a passar de societats caçadores-recol·lectores cap a l'agricultura, donant lloc a la difusió de la domesticació animal. En una teoria presentada en Homo Necans, el mitòleg Walter Burkert suggereix que el sacrifici ritual del bestiar pot haver estat desenvolupat com una continuació dels antics rituals de caça, ja que el bestiar va reemplaçar els animals salvatges de caça pel subministrament alimentari.

## Prehistòria
L'Antic Egipte va estar a l'avantguarda de la domesticació i, algunes de les primeres proves arqueològiques que suggereixen sacrificis d'animals provenen d'Egipte. Els llocs d'enterrament egipcis més antics que contenen restes d'animals provenen de la Cultura badariana de l'Alt Egipte, la qual va florir entre 4400 i 4000 aC. Les ovelles i les cabres van ser trobades enterrades en les seves pròpies tombes en un lloc, mentre que en un altre es van trobar gaseles als peus de diversos enterraments humans. A un cementiri descobert a Hierakonpolis (Nekhen) i datat a 3000 aC, es van trobar restes d'una varietat molt més àmplia d'animals, incloent espècies no domèstiques, com els babuïns i hipopòtams, que podien haver estat sacrificats en honor de ciutadans rellevants, o enterrats prop dels seus antics propietaris. Segons Heròdot, el sacrifici d'animals que van tenir lloc durant els dinasties egípcies, es va arribar a restringir als animals domèstics (ovelles, bovins, porquins i oques) amb conjunts de rituals i normes per descriure cada tipus de sacrifici.
Al final de l'Edat del Coure en el 3000 aC., el sacrifici d'animals s'havia convertit en una pràctica habitual en moltes cultures, i semblava restringit generalment a la ramaderia.A Gath (Israel), les proves arqueològiques indiquen que els cananeus importaven ovelles i cabres pel sacrifici d'Egipte en comptes de seleccionar el seu propi bestiar. A la Mont d'Accoddi a Sardenya, un dels centres sagrats més coneguts d'Europa, s'evidència el sacrifici d'ovelles i bestiar porquí en excavacions descobertes. Aquest fet, demostraria que el sacrifici ritual podria haver estat comú a tot Itàlia al voltant de 3000 aC. A l'assentament minoic de Phaistos a l'antiga Creta, les excavacions han revelat conques per al sacrifici d'animals que data del període 2000 a 1700 aC.

## Pròxim Orient
El sacrifici d'animals era habitual entre les antigues civilitzacions del Pròxim Orient de l'Antiga Mesopotàmia, Egipte i Pèrsia, així com els hebreus (vegeu mes endavant). A diferència dels grecs, que havien elaborat una justificació per mantenir les millors parts comestibles del sacrifici perquè els humans se les poguessin menjar, en aquestes cultures, l'animal sencer era normalment col·locat en el foc de l'altar i cremat o, de vegades, enterrat.

## Antiga Grècia

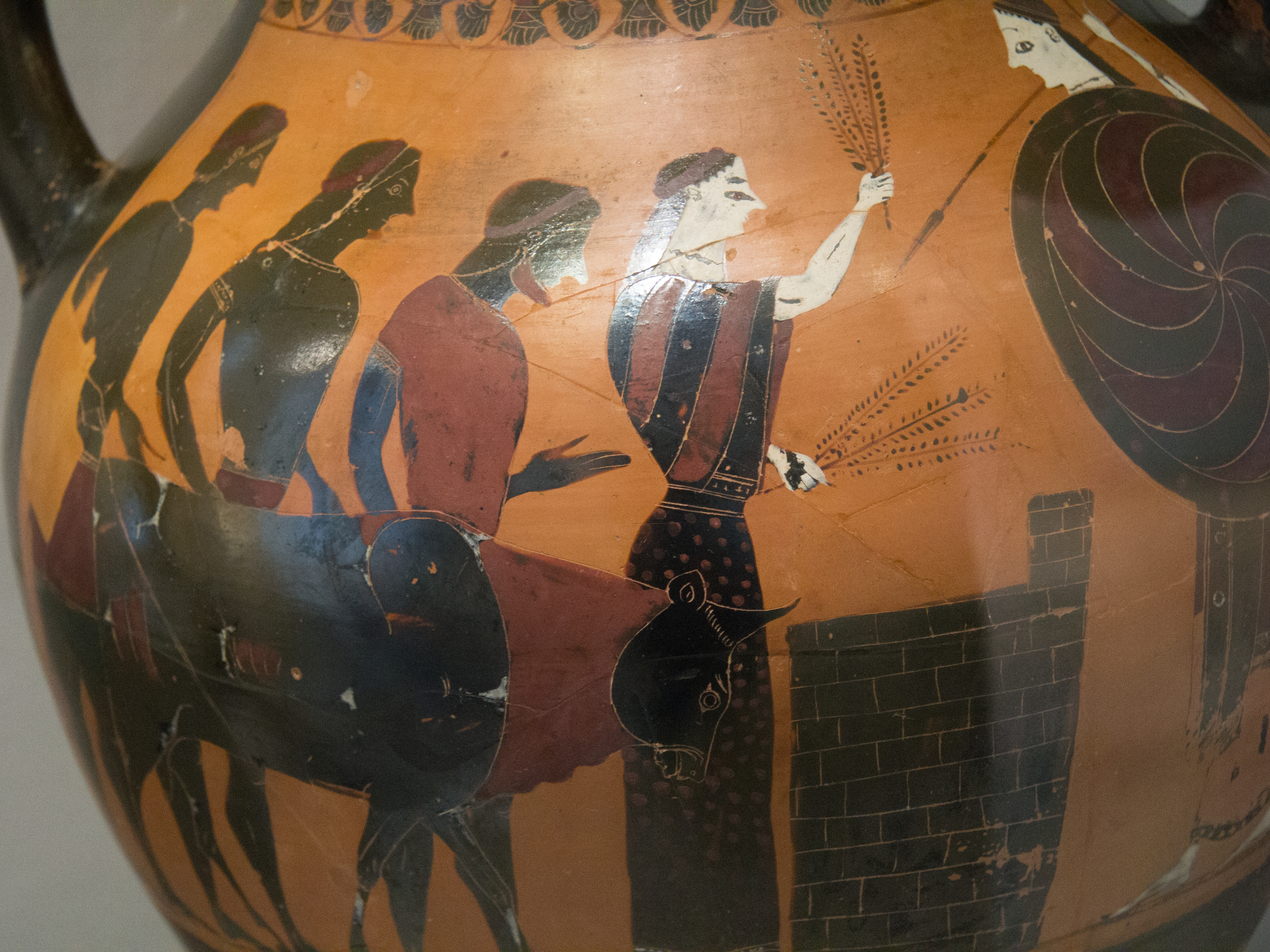
Un brau és dirigit a l'altar d'Atena, la imatge de la qual es a la dreta. Gerro, c. 545 aC.

El culte a l'antiga religió grega consistia en sacrificar animals domèstics a l'altar amb himnes i oracions. L'altar estava fora de qualsevol edifici del temple, i podria no estar associat amb cap temple en absolut. L'animal, que havia de ser perfecte en la seva espècie, es decorava amb garlandes i similars, i conduït en processó a l'altar. Una noia amb una cistella sobre el cap que contenia el ganivet encobert dirigia el camí. Després de diversos rituals, l'animal era sacrificat sobre l'altar, mentre les dones gemegaven "havien de cridar en tons elevats i estridents". La sang era recollida i abocada sobre l'altar. S'especejava en el lloc, i diversos òrgans interns, ossos i altres parts no comestibles es cremaven com la part de l'ofrena a la deïtat, mentre que la carn s'extreia per preparar-la a fi de que els participants la mengessin. Les principals autoritats de l'acte la tastaven sobre el terreny. El temple generalment conservava la pell, per vendre-la als adobers. Que els humans aprofitessin més el sacrifici que la deïtat, no escapava als grecs, i sovint era objecte de befa a la comèdia grega.
Els animals utilitzats eren, per ordre de preferència, toro o bou, vaca, ovella (la més comuna), cabra, porc (el porquet el mamífer més barat) i l'aviram (però rarament altres ocells o peixos). Els cavalls i els ases es reproduïen en alguns gerros en l'estil geomètric (900-750 aC). Rarament s'esmentaven a la literatura i van ser representacions relativament tardanes a Grècia. S'ha suggerit que les gregues en aquesta matèria van molt enrere. Als grecs els agradava creure que l'animal era feliç de ser sacrificat, i van interpretar diversos comportaments mentre mostrant aquest acte. L'endevinació, que examinava parts de l'animal sacrificat, era molt menys important que a la religió de Roma, mitologia etrusca, o de les religions orientals, però va ser practicada, especialment del fetge, i formava part del culte a Apol·lo. En general, els grecs donaven més fe en l'observació del comportament dels ocells. Per a una oferta més petita i senzilla, es podria llançar un gra d'encens al foc sagrat, i els agricultors feien regals senzills de sacrifici de productes vegetals, a mesura que es recollien les primeres collites. La gran forma de sacrifici, anomenada hecatombe (que significa 100 toros) només podria implicar a la pràctica una dotzena d'exemplars. En grans festivals, el nombre de bestiar sacrificat podria arribar als centenars, i les xifres s'incrementarien fins als milers. Les enormes estructures hel·lenístiques de l'Altar de Zeus a Siracusa construït per Hieró i l'Altar de Pèrgam van ser construïdes per a aquestes ocasions.

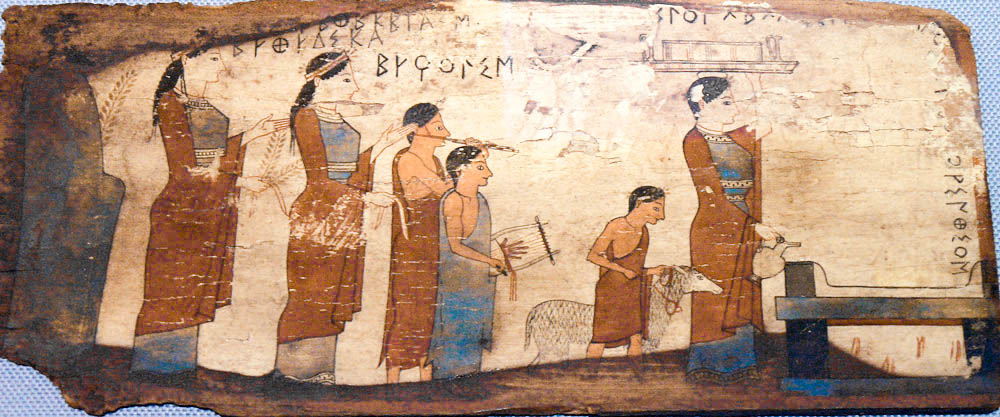
Sacrifici d'un anyell en una tauleta Pitsa, Corinth, 540–530 aC

L'evidència de l'existència d'aquestes pràctiques és clara en alguna literatures grega antiga, especialment en les epopeies d'Homer. Al llarg dels poemes, l'ús del ritual és evident als banquets on es serveix la carn, en temps de perill o abans d'un esforç important per guanyar-se el favor dels déus. Per exemple, a l'Odissea d'Homer, Eumeu sacrifica un porc amb una oració pel seu mestre irreconeixible Odisseu. No obstant això, a la Ilíada, que reflecteix en part els inicis de la civilització grega, no tots els banquets dels prínceps comencen amb un sacrific.
Aquestes pràctiques de sacrifici, descrites en aquestes èpoques pre-homèriques, comparteixen aspectes comuns a les formes de rituals de sacrifici del segle VIII. A més, al llarg del poema, se celebren banquets especials quan els déus van a indicar la seva presència amb algun signe o èxit en la guerra. Abans de sortir de Troia, s'ofereix aquest tipus de sacrifici d'animals. Odisseu ofereix a Zeus un ram de sacrifici en va. Les ocasions de sacrifici en els poemes èpics d'Homer podrien donar llum a la com els déus eren vistos com a membres de la societat, més que com a entitats externes, i que indicarien vincles socials. Els rituals de sacrific van tenir un paper important en la formació de la relació entre els éssers humans i els divins.
S'ha suggerit que les deïtats ctòniques, distingides de les deïtats olímpiques, se'ls oferís típicament el mode de sacrifici de l'holocaust, on l'ofrena es cremava completament, podien ser restes de l'antiga religió pre-hel·lènica nadiua i que moltes de les deïtats olímpiques podien venir els protogrecs que van superar la part meridional de lapenínsula dels Balcans a finals del tercer mil·lenni aC.
En el període Hel·lenístic, després de la mort d'Alexandre el Gran el 323 aC, diversos moviments filosòfics nous van començar a qüestionar l'ètica del sacrifici animal.

## Escites
Segons l'únic relat de l'autor grec d'Heròdot (c 484-425 aC), els escites van sacrificar diversos tipus de bestiar, tot i que l'ofrena més prestigiosa era el cavall. El porc, d'altra banda, mai no va ser ofert en sacrifici, i aparentment els escites els agradava mantenir els porcs a les seves terres. Heròdot descriu la manera en què els escites exercien el sacrifici:
| « | La víctima es troba amb els seus peus lligats, i el sacerdot que exerceix el sacrifici es troba darrere de la víctima i, al tirar de la punta del cordó, llença la bèstia cap avall; i al caure la víctima, crida al déu al qual es sacrificada i, alhora, col·loca una soga al voltant del seu coll, i posant un petit bastó al seu voltant, estrangula l'animal; sense encendre un foc, o fent una primera ofrena de la víctima o abocant qualsevol libació sobre ella: un cop l'ha estrangulat i se li treu la pell, es procedirà a bullir-la. […] Després, quan la carn es bullida, el oficiant del sacrifici pren una primera ofrena de la carn i dels òrgans vitals i la posa davant d'ell | » |

Heròdot, continuà descrivint el sacrifici humà dels presoners, realitzat de manera diferent.

## Antiga Roma

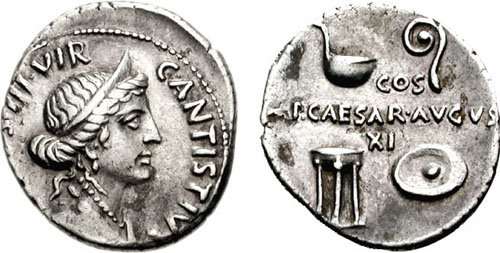
Denari emès sota August, amb un bust de Venus a l'anvers, i el instruments rituals a l'anvers: en el sentit de les agulles del rellotge de la part superior, el personal de l'àugur (lituus), bol per la libació (pàtera), trípode per sacrifici, i cullerot (simpulum)

L'ofrena més potent a l'antiga religió romana era el sacrifici d'animals, típicament d'animals domesticats com els bovins, ovelles i porcs. El millor exemplar de cada espècie era netejat, vestit amb ornaments de sacrifici i garlandes; les banyes de bous es podrien daurar. El sacrifici buscava l'harmonització del vessant terrenal i diví, de manera que la víctima semblés disposada a oferir la seva pròpia vida en nom de la comunitat; mantenint la calma i ser despatxada de manera ràpida i neta.
El sacrifici a les deïtats del cel (Di superi, "déus del cel") es realitzava a la llum del dia i sota la mirada pública. Les deïtats dels cels superiors requerien víctimes blanques i infèrtils del seu propi sexe: Juno un bou blanc (possiblement una vaca blanca); Júpiter, un bou blanc i castrat (bos més) per la presa de possessió anual dels cònsols. Els Di superi, amb fortes connexions amb la terra, com Mart, Janus, Neptú i diversos genis, inclosos els de l'emperador, se'ls oferia víctimes fèrtils. Després del sacrifici, se celebrava un banquet. Els comensals prenien els aliments en els sofàs i, per mitjà del foc de sacrifici, consumien la seva part (ex., les entranyes). Els oficials i sacerdots de Roma es reclinaven per ordre de precedència i menjaven carn; els ciutadans de classe baixa podien proveir-se pels seus propis mitjans.
Els déus Ctònics, com Dis pater, el di inferi ("déus de l'inframón"), i les ombres dels difunts (di Cabelleres) rebien animals foscos i fèrtils en rituals nocturns. El sacrifici d'animals solia prendre la forma d'holocaust, i no hi havia banquet compartit, ja que "els vius no poden compartir un menjar amb els morts".A Ceres i a altres deesses inferiors de la fecunditat se'ls hi oferien a vegades a dones embarassades. A Tellus va rebre una vaca embarassada al festival de Fordicidia. El color tenia un valor simbòlic general per als sacrificis. Els semidéus i els herois, que pertanyien als cels i al món subterrani, eren motiu de sacrificis d'animals blancs i negres. Per la Robigàlia s'oferien gossos de color vermell i libacions de vi negre per a la protecció dels cultius de flors i vinya vermella.
Es podia fer un sacrifici en acció de gràcies o com a expiació d'un sacrilegi o un possible sacrilegi (piaculum). El piaculum També es podia oferir com una mena de pagament avançat; Els germans Arvales, per exemple, van oferir un piaculum abans d'entrar al seu bosc sagrat amb un utensili de ferro, el qual va ser prohibit.
El porc era una víctima comuna per un piaculum.

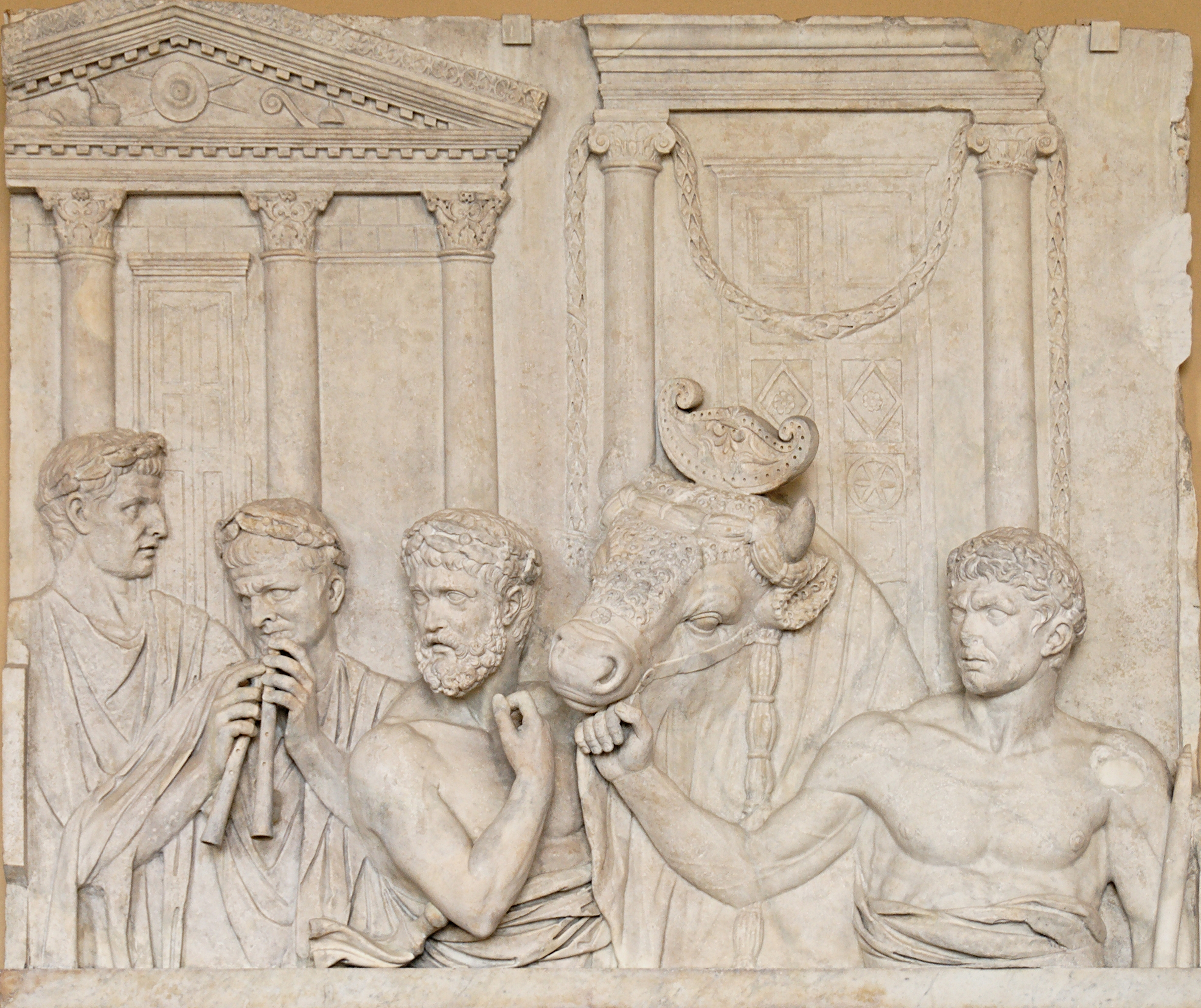
Preparació d'un sacrifici animal; marbre, fragment d'un relleu arquitectònic, primer quart del ; a Roma, Itàlia

Les mateixes entitats divines que van causar malalties o danys també tenien el poder d'evitar-los, per la qual cosa es podrien aplacar amb antelació. Es podria contactar amb una deïtat per evitar els retards inconvenients d'un viatge, encontres amb bandolers, la pirateria i el naufragi, considerant la gratitud deguda que es mostraria a una arribada o el retorn segur. En temps de gran crisi, el Senat podria decretar ritus públics col·lectius, en què els ciutadans de Roma, incloses dones i nens, es traslladarien des d'un temple a un altre, suplicant els déus.
Circumstàncies extraordinàries, exigien sacrificis extraordinaris: en una de les moltes crisis de la Segona Guerra Púnica, es va prometre a Júpiter Capitolí que tots els animals nascuts a la primavera (ver sacrum), es lliurarien després de cinc anys més de protecció contra Aníbal i els seus aliats. El "contracte" amb Júpiter és excepcionalment detallat. Es tindria la cura de tots els animals. Si algun es moria o es robava abans del sacrifici programat, comptaria com que ja havien estat sacrificats, ja que ja havia estat consagrat. Normalment, si els déus no s'adherien al costat del peticionari, el sacrifici ofert seria detingut. En el període imperial, el sacrifici era detingut després de la mort de Trajà perquè els déus no havien mantingut segur l'emperador durant el període estipulat. A Pompeia, al geni de l'emperador viu se li va oferir un bou: presumiblement una pràctica habitual en el culte imperial, encara que també es van fer ofrenes menors (encens i vi).
Els exta eren les entranyes d'un animal sacrificat, que comprenia en l'enumeració de Ciceró la bufeta (fel), el fetge (iecur), el cor (cor) i els pulmons (pulmones). Aquestes part van ser exposades per litatio (aprovació divina) com a part de litúrgia Romana, però es van "llegir" en el context de la Disciplina Etrusca.Com a producte del sacrifici romà, l'exta i la sang es reservaven als déus, mentre que la carn (víscera) era compartida entre els humans en un menjar comunal. L'exta de víctimes de boví solien ser estofats en una olla (olla o aula), mentre que els d'ovella o porc eren a la planxa en broquetes. Quan la porció per la divinitat es cuinava, s´esquitxava ambmola salsa (farina salada preparada ritualment) i el vi, i després es col·locava al foc a l'altar per l'ofrena; El verb tècnic per a aquesta acció es coneixia com a porricere.

## Edat de ferro europea
Es coneix encara poc sobre el politeisme celta o l'equivalent paganisme germànic per estar segurs de les seves pràctiques. Algunes fonts romanes indiquen que incloïen sacrificis humans, no es molesten en informar sobre el sacrifici menys sensacional dels animals. En el paganisme nòrdic més tard, el sacrifici i festa en el blót s'han registrat millor. Igual que els grecs, els nòrdics semblen haver menjat la major part del sacrifici. Els presoners humans també sembla que van ser sacrificats.

## Tradicions abrahàmiques

### Judaisme
En el judaisme, es coneix com a qorban el conjunt pràctiques de sacrifici descrites i ordenades a la Torà. Els usos més comuns són el sacrifici d'animals (zevah זֶבַח), ofrenes de la pau (zevah shelamim) i l'holocaust (olah). El qorban era un sacrifici d'animals, portat a terme en bous, ovelles, cabres o una colom portat a terme per un shechita o shojet (matança ritual jueva). Els sacrificis també podrien consistir en gra, farina, vi o encens.
La Bíblia hebrea diu que Yahveh va ordenar els Israelites oferir ofrenes i sacrificis en diversos altars. Els sacrificis només eren realitzats per les mans del Kohanim (sacerdot jueu). Abans de construir el Temple de Jerusalem, quan el Israelites eren al desert, els sacrificis van ser oferts només en el Tabernacle. Després de la construcció del Temple de Salomó només es permetia fer sacrificis en aquesta instal·lació. Després de la destrucció del Temple, es van reprendre els sacrificis quan es va construir el Segon Temple fins que també va ser destruït el 70 aE. Un cop perpetrada la destrucció del Segon Temple, els sacrificis van ser prohibits perquè ja no hi havia un edifici apropiat, com a únic lloc permès per la halacà. L'ofrena de sacrificis va ser breument restablerta durant les guerres judeo-romanes del segle ii aC. i va continuar en determinades comunitats a partir de llavors.
El Samaritans, un grup històricament relacionat amb els jueus, practicaven el sacrifici animal d'acord amb el Pentateuc Samarità.

### Cristianisme

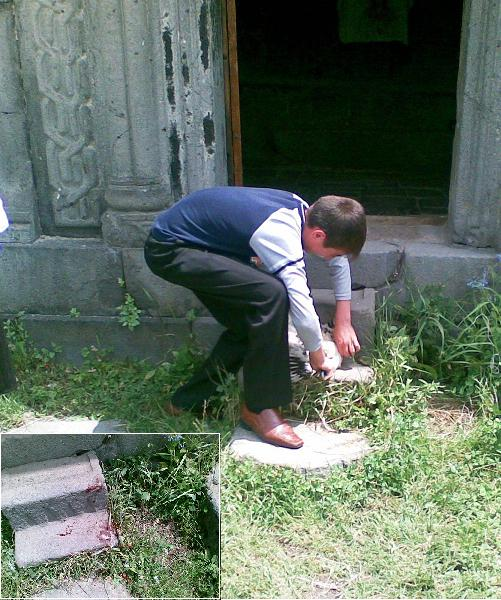
Matança d'un gall a l'entrada d'un monestir (Alaverdi, Armènia, 2009), amb restes de sang a les escales.

Les referències a sacrifici d'animals apareixen en el Nou Testament, com en els pares de Jesús de Nazaret que sacrifiquen dos coloms (Lc 2:24) i l'Apòstol Pau que, en un jurament fet per un Nazareu que es fa fins i tot després de la mort del Crist (Ac 21:23-26).
Crist va ser nomenat pels seus apòstols com "l'Anyell de Déu", el qual a tots els sacrificis assenyalaven (Hebreus 10). Segons la teoria de l'expiació de la substitució penal, la crucifixió de Crist, és podria comprar amb el sacrifici animal a gran escala, ja que la seva mort serviria de càstig substitutori per a tots els pecats de la humanitat.
Tot i que mai una part de la doctrina o teologia de cap grup cristià (i sovint atreuen crítiques), algunes comunitats cristianes rurals van continuar sacrificant els animals (que després es consumien en una festa) com a part del culte, especialment per la Pasqua de Resurrecció. L'animal podia ser portat a l'església abans de ser retirat i mort. Alguns pobles de Grècia sacrifiquen animals pels sants ortodoxos en una pràctica coneguda com a kourbania. El sacrifici d'un xai, o menys comunament un gall, és una pràctica habitual a l'Església d'Armènia, i l'Església Tewahedo d'Etiòpia i Eritrea. Aquesta tradició, nomenada matagh, és cregut que prové de rituals pagans pre-cristians. A més, alguns maies seguint una forma de catolicisme floklòric a Mèxic, encara avui sacrifiquen animals, conjuntament amb les pràctiques d'església, un ritual practicat en religions anteriors abans de l'arribada dels espanyols.

#### Jesucrist dels Sants dels Darrers Dies
El sacrifici animal va ser instituït per l'Església de Jesucrist dels Sants dels Darrers Dies (Strangita), una facció menor de l'Església de Jesucrist dels Sants dels Darrers Dies, fundada per James J. Strang el 1844. El Llibre de la Llei del Senyor (1851) de Strang, tracta el tema de sacrifici animal en els capítols 7 i 40.
Donada la prohibició dels sacrificis pel pecat inclosos en III Nefi 9: 19-20 (Llibre del Mormó), Strang no demanava ofrenes de pecat. Més aviat es va centrar en el sacrifici com a element de celebracions religioses, especialment la commemoració de la seva pròpia coronació com a rei sobre la seva església, que es va produir el 8 de juliol de 1850. El cap de cada casa, del rei al seu deixeble mes baix, oferiria "una vaca, o un anyell, o un colom. Cada home una bèstia neta, o una au neta, segons la seva família."
Mentre que el ritual dels sacrificis era una prerrogativa de sacerdots strangites, les dones sacerdots no podien participar en aquest aspecte de l'ofici sacerdotal. També es van exigir les "Primeres collites" efectuades en els camps de conreu strangites. Els sacrificis animals ja no es practiquen per part de la comunitat strangita, encara que creença en la seva correcció esta en qüestió.
Ni l'Església de Jesucrist dels Sants dels Últims Dies ni la Comunitat de Crist, les dues faccions més grans dels Sants dels dels Últims Dies, mai han acceptat els ensenyaments de Strang sobre aquest o qualsevol altre tema.

### Islam
| Sacrifici animal a Eid al-Adha, festa islàmica a Pakistan (esquerra) i India. |  | Sacrifici animal a Eid al-Adha, festa islàmica a Pakistan (esquerra) i India. |
| Sacrifici animal a Eid al-Adha, festa islàmica a Pakistan (esquerra) i India. |  |                                                                               |

Els musulmans que treballen en el Hajj (pelegrinatge) estan obligats a sacrificar un anyell o una cabra, o unir-se a altres per sacrificar una vaca o un camell durant la celebració de la Eid al-Adha, terme que en Àrab significa "Festa del Sacrifici", també sabut tan al-Id al-Kabir (Gran Festa), o Qurban Bayrami (Festa del Sacrifici) en regions d'influència turca; Bakar Id (Festa de la Cabra), i Reraya Qurben a Indonèsia. Altres Musulmans que no pertanyen a la Hajj de La Meca també participen en aquest sacrifici allà on es trobin, en el dia 10è a 12è mes lunar en el calendari islàmic. S'entén com una recreació simbòlica del Sacrifici d'Isaac per part d'Abraham amb un ram en lloc del seu fill Isaac. La carn, en aquesta ocasió, és divideix en tres parts, una part és mantinguda per la família que sacrifica la bèstia per consum, l'altra s'envia a amics i família, i la tercera es dona als musulmans pobres. L'animal sacrificat pot ser una ovella, cabra, vaca o camell. A la festa li segueix una pregària comunitària a una mesquita o l'aire lliure.

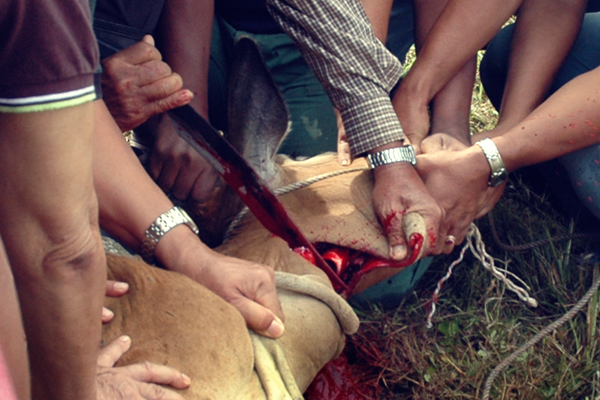
Sacrifici d'una vaca a Eid.

El sacrifici animal durant el Hajj és una part de les nou passes del ritual de pelegrinatge. Com exposa Campo, va precedida per una declaració a la purificació de l'ànima i el cos, seguint una circumval·lació a la Kaaba set cops, que es desplega entre els turons Marwa i Safa, acampant a Mina, al peu d'Arafat, amb la lapidació dels tres pilars satànics a Mina, amb com a mínim amb quaranta nou colses. A partir d'aquí, es sacrifica l'animal, i li segueix una cirunval·lació a la Kaaba. Els Musulmans que no segueixen el Hajj també porten a terme un sacrifici animal ritual simplificat. Segons Campo, el sacrifici animal en la Festa del Sacrifici anual té orígens a l'Aràbia occidental que ja tenia aquest costum abans d'arribar l'Islam. El sacrifici animal, afirma Philip Stewart, no és un requisit de l'Alcorà, però és basat en interpretacions d'altres textos islàmics.

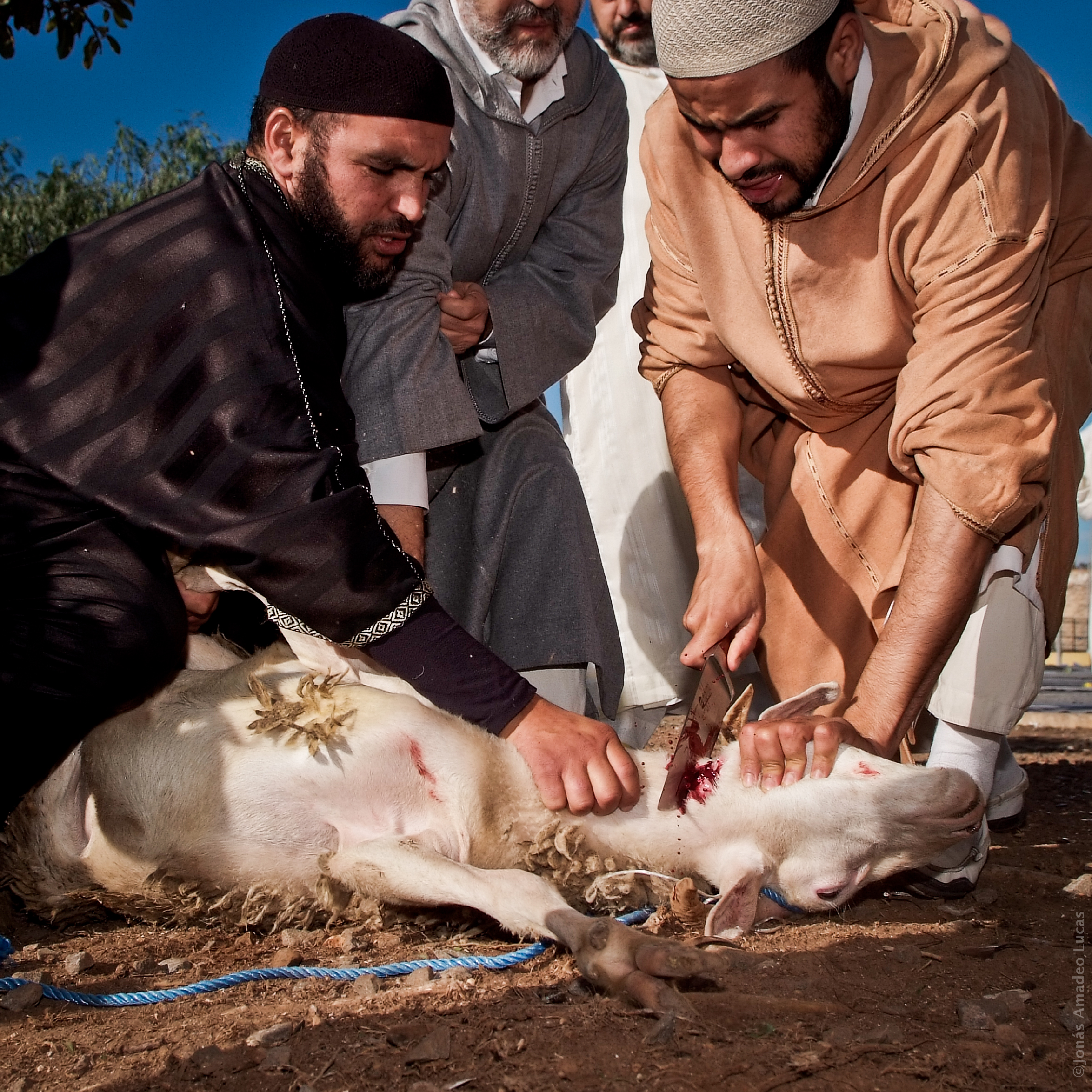
Sacrifici d'una cabra.

El Eid al-Adha és la festa anual mes important de sacrifici animal en l'Islam. A Indonèsia sol, per exemple, mes de 800,000 animals van ser sacrificats el 2014 pels seus Musulmans en aquesta festa, però les estadístiques poden variar depenent de les condicions econòmiques. Segons Lesley Hazleton, a Turquia es sacrifiquen aproximadament 2,500,000 ovelles, vaques i cabres anualment. Per observar la Festa del Sacrifici, una part de l'animal sacrificat es dona donat a finalitats benèfiques. Segons L'Independent, gairebé 10,000,000 animals són sacrificats dins Pakistan cada any a Eid. Països com l'Aràbia Saudita transporten gairebé un milió d'animals cada any per sacrificar-los a Mina (prop de la Meca). Els animals sacrificats a Id al-Adha, afirmen Clarke Brooke, inclouen les quatre espècies considerades legítimes pel sacrifici Hajj: ovelles, cabres, camells i bestiar boví, i a mes el búfal d'aigua, bantengs domèstics i iacs. Moltes són introduïdes des del nord d'Àfrica i parts d'Àsia.
Altres ocasions en què els musulmans realitzen sacrificis d'animals inclouen el 'aqiqa (Aqiqah), quan un nen té set dies d'edat, se'l rapa i se li dona un nom. Es creu que el sacrifici d'animals lliga el nen a l'Islam i ofereix protecció contra el nen del ma.
El sacrifici d'animals per Dhabihah és un ritual de matança més que de sacrifici.

## Hinduisme
Les pràctiques de sacrifici d'animals hindús estan majoritàriament associades amb el Xactisme, i en els corrents de l'hinduisme popular fortament arrelat a les tradicions tribals locals. Els sacrificis d'animals es van dur a terme a l'antiguitat a l'Índia. Les escriptures hindús, inclosa la Gita, i el Purana prohibeixen el sacrifici animal.

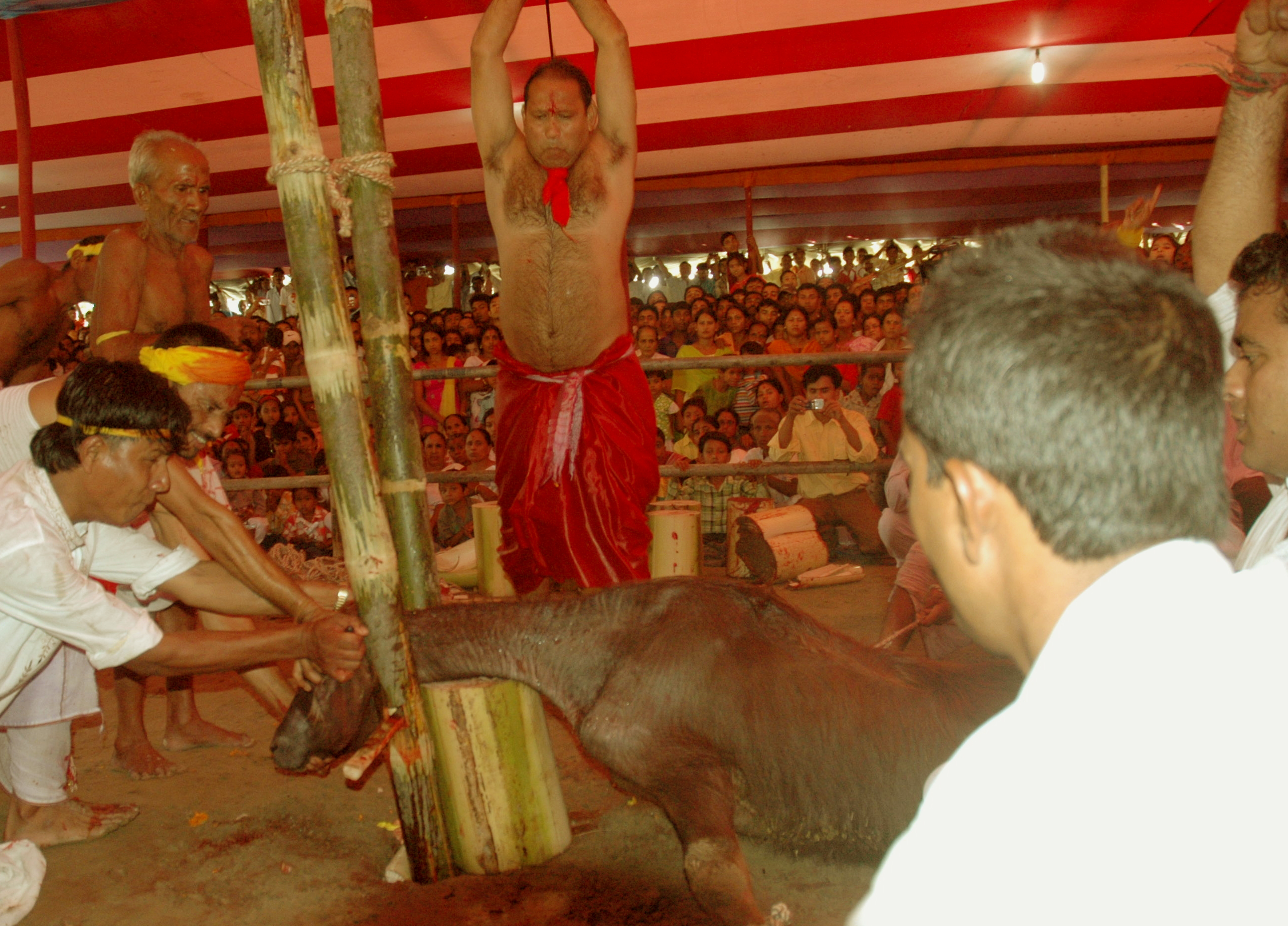
Un búfal mascle a punt de ser sacrificat per un sacerdot a la Festa Durga Puja. El sacrifici del búfal es una pràctica de sacrifici, rara a l'Índia contemporània.

El sacrifici d'animals forma part d'algunes celebracions del Durgá Puyá, durant el Navaratri en estats orientals de l'India. A la deessa se li ofereix a l'animal en sacrifici en aquest ritual en la creença que estimula la seva violenta venjança contra el dimoni del búfal. Segons Christopher Fuller, la pràctica de sacrifici animal és rara entre els hindús durant Navaratri, o en altres ocasions, fora de la tradició Xactista, trobada als estats de l'est de Bengala Occidental, Odisha i Assam. A més, fins i tot en aquests estats, la temporada de la Festa és compta amb una observança particular vers els sacrificis animals. En algunes comunitats hindús de Shakta, l'assassinat del dimoni del búfal i la victòria de Durga s'observa amb un sacrifici simbòlic en comptes de sacrificis d'animals.
El Rajput del Rajasthan adorava les seves armes i cavalls durant el Navratri, i anteriorment oferia un sacrifici d'una cabra a una deessa reverenciada amb el nom de Kuldevi. Aquesta pràctica encara continua en alguns llocs. El ritual requereix el sacrifici de l'animal amb un cop sol. En el passat, aquest ritual era considerat com un ritu de pas a l'home i la preparació com a guerrer. El Kuldevi, entre aquestes comunitats Rajput, és una deessa guardiana pativrata, amb llegendes locals que recorden la seva veneració durant les guerres Rajput-musulmanes.
La tradició del sacrifici d'animals està sent substituïda per ofrenes vegetarianes a la Deessa en temples i famílies de Benarés al nord de l'Índia.
Hi ha temples hindús a Assam i a la Bengala Occidental, India i Nepal on es sacrifiquen cabres, pollastres i de vegades búfals d'aigua. Aquests sacrificis es realitzen principalment en temples, seguint l'escola Shakti de l'hinduisme, on la naturalesa femenina de Brahman és adorada en la forma de Kali i Durga. Hi ha molts temples de poble Tamil Nadu on es produeix aquest tipus de sacrifici.
En algun dels boscos sagrats de l'India, particularment en el Maharashtra occidental, es practica el sacrifici animal per pacificar les deïtats femenines que se suposen que governen el bosc sagrat.
El sacrifici animal en massa es produeix durant el festival de tres dies conegut com a Festivitat Gadhimai al Nepal. El 2009 es va especular que van morir més de 250.000 animals, mentre que 5 milions de fidels van assistir a aquesta festa.
A l'Índia, el ritual de sacrifici d'animals es practicava en molts pobles abans que existissin les deïtats locals o se seguissin a alguna manifestació poderosa i terrorífica del Devi. En aquesta forma d'adoració, els animals, generalment cabres, eren decapitades, i la sang s'oferia a la deïtat, sovint traient-ne una part fora del temple. Es el cas de, Kandhen Budhi, deïtat regnant de Kantamal, al districte Boudh d'Orissa, India. Cada any, animals com cabres i aus són sacrificats per la deïtat amb motiu de seu Yatra/Jatra (festival anual) celebrat en el mes de Aswina (setembre-octubre). L'atracció principal del Kandhen Budhi Yatra és Ghusuri Puja. Ghusuri significa porquet, el qual és sacrificat a la deessa cada tres anys. Kandhen Budhi també és adorat al poble de Lather sota la direcció de Mohangiri, al districte de Kalahandi d'Orissa, Índia.
La creença religiosa de Tabuh Rah, una forma de sacrifici animal de l'hinduisme balinès inclou una lluita de galls, on un gall és utilitzat en unes pràctiques religioses que li permeten lluitar contra un altre gall en una lluita religiosa i espiritual, com un exercici espiritual per la temperança del Tabuh Rah. L'abocament de sang és necessari com a purificació per aplacar els esperits malignes. Les lluites rituals segueixen un antic i complex ritual tal com s'exposa en els manuscrits sagrats de Lontara.

## Tradicions asiàtiques orientals

### Budisme
El budisme i el taoisme, generalment prohibeixen matar animals. Un dels ritus centrals del brahmanisme,en temps de Buda, era el sacrifici (yàga) que de vegades incloïa la matança d'animals. Els Vedes descriuen amb detall com s'han de fer aquests sacrificis, sempre que els déus els trobessin acceptables. Les escriptures conegudes com a Tipitaka han registrat com en un sacrifici realitzat per un brahmin anomenat Uggatasarãra, es van portar a sacrificar cinc-cents bous, cinc-cents vedells i nombroses vaques, cabres i bocs (cabra mascle). El Buda va criticar que aquests rituals sagnants eren cruels i ineficaços. Buda exposà que aquells que realitzen sacrificis animals fan kamma negatiu per a ells mateixos. Inclús va proposar que aquests sacrificis es reemplacessin per la caritat vers els ascetes i monjos virtuosos.

### Taoisme
Els animals van ocupar una posició central al llarg de la història xinesa. Es coneixen pràctiques de sacrifici animal i ofrenes rituals, tot i que encara no esta clar de quina manera es tractaven els animals o quins tipus de pràctiques de sacrifici es portaven a terme. A més, les fonts consultades mostren que tant la categoria "animal" com "menjar" es abstracta i pot prestar a confusió la seva sobre si estem parlant d'un animal o la seva carn.
Segons les escriptures taoises Zhuangzi, el animals son respectats essencialment des de tres punts de vista en el taoisme clàssic: a) èmfatitza la importància de la llibertat i la salvació per als animals, ja siguin humans o "no humans"; b) crítica de la tendència humana a distorsionar l'estat natural dels animals i la pròpia naturalesa innata (xing) i el poder interior (de); i c) el reconeixement dels animals i altres entitats de la Natura com a guies potencials dels éssers humans. En temps de la dinastia Qi (Shandong) es creu que es van fer sacrificis rituals d'animals, tot i que existeixen manifestacions dels governants i consellers que mostren compassió vers les bèsties que van a ser sacrificades. Hi ha opinions que mostren que els principis taoistes incorporen cerimònies de sacricifi en les que estan involucrats gallines i porcs principalment. Menjar un animal es veia com un fet natura, de la mateixa manera que ells ens mengen a nosaltres. Però també existeixen evidències a través de les quals els sacrificis animals son prohibits en alguns temples, com en el de Kaohsiung, Taiwan.
Al Japó, Iomante era un sacrifici tradicional d'os que era practicat pet l'ètnia Ainu.

## Religions tradicionals africanes i religions afroamericanes
El sacrifici d'animals es practica regularment en les religions africanes tradicionals i en les religions afroamericanes.
La decisió del tribunal que el cas Merced de la llibertat d'exercici de la religió era meritòria i prevalent i que Merced tenia dret sota la Llei de la Llibertat i la Restauració Religiosa de Texas (TRFRA) a un mandat que impedia a la ciutat d'Euless, Texas que fes complir les ordenances que cobrien les seves pràctiques religioses relacionades amb l'ús dels animalsEl Tribunal Suprem dels Estats Units va promulgar una decisió històrica en el cas de l'Església de Lukumi Babalu Aye contra. Ciutat de Hialeah el 1993, confirmant el dret dels fidels a la Santería per practicar sacrificis animals rituals en els Estats Units d'Amèrica. Així mateix, a Texas el 2009, els assumptes legals i religiosos relacionats amb el sacrifici animal, llibertat de culte i drets animals, es van portar a la ser agafats al 5è Circuit d'Apel·lacions del Tribunal dels Estats Units en el cas de Jose Merced, president Templo Yoruba Omo Orisha Texas, Inc., v. Ciutat de Euless. La decisió del tribunal en el cas Merced fou meritòria i va crear jurisprudència, ja que Merced tenia dret a l'exercici religios sota el Texas Religious Freedom and Restoration Act (TRFRA) a un mandat que impedia a la ciutat d'Euless, Texas que fes complir les ordenances que cobrien les seves pràctiques religioses relacionades amb l'ús dels animals.